# BLAST (无线通信)
BLAST（Bell Labs Layered Space-Time）即贝尔实验室分层空时，是贝尔实验室提出的一种能够达到极高数据传输速率的无线通信技术。这种技术在一个带限无线信道内，通过多天线技术充分利用空间复用，使得信道容量随着天线数的增加呈线性增长，有着极高的频谱效率。

## V-BLAST
完整的檢測算法可以概括為遞歸如下：
初始化：
{\displaystyle {\begin{aligned}i&\leftarrow 1\\r_{1}&=r\\G_{1}&=(H^{H}H+\sigma ^{2}I_{N_{t}})^{-1}H^{H}\\k_{1}&=\arg \min \left\|(G_{1})_{j}\right\|^{2}\\\end{aligned}}}
遞歸：
{\displaystyle {\begin{aligned}w_{k}&=(G_{i})_{ki}\\y_{k}&=w_{k}^{T}\times r_{i}\\{\hat {s}}_{k}&=sign(y_{k})\\r_{i+1}&=r_{i}-{\hat {s}}_{k}(H)_{ki}\\G_{i+1}&=((H_{i}^{H}H_{i})+\sigma ^{2}I_{Nt})^{-1}H_{i}^{H}\\k_{i+1}&=\arg \min \left\|(G_{i+1})_{j}\right\|^{2}\\i&\leftarrow i+1\end{aligned}}}